# NGC 38
NGC 38 ist eine Spiralgalaxie vom Hubble-Typ Sa im Sternbild Fische auf der Ekliptik. Sie ist schätzungsweise 363 Millionen Lichtjahre von der Milchstraße entfernt und hat einen Durchmesser von etwa 150.000 Lichtjahren. Vom Sonnensystem aus entfernt sich die Galaxie mit einer errechneten Radialgeschwindigkeit von näherungsweise 8.000 Kilometern pro Sekunde.
Das Objekt wurde am 25. Oktober 1881 von dem französischen Astronomen Édouard Jean-Marie Stephan entdeckt.

## Galaktisches Umfeld
| Nr. | Galaxie          | Alternativname          | Rek           | Dek           | Distanz/asec |
| --- | ---------------- | ----------------------- | ------------- | ------------- | ------------ |
| →   | NGC 38           | LEDA/PGC 818            | 00h11m46.99s  | -05d35m10.6s  | 0            |
| 1   | LEDA/PGC 1043800 | NSA 126367              | 00h11m51.457s | -05d30m41.22s | 277.86       |
| 2   | LEDA/PGC 1042790 | NSA 126352              | 00h11m23.68s  | -05d35m26.8s  | 348.30       |
| 3   | LEDA/PGC 1041647 | 2MASX J00121244-0541034 | 00h12m12.47s  | -05d41m03.8s  | 519.39       |
| 4   | LEDA/PGC 1042892 | 2MASX J00125069-0534590 | 00h12m50.69s  | -05d34m59.1s  | 950.98       |